# Charilaos
Charilaos (jiné názvy: Charillos, Chariklos) (gr. Χαρίλαος – Charilaos / jiný přepis Charilaos, nebo Χάριλλος – Charillos, nebo Chariklos) z královského rodu Eurypontovců byl králem Sparty (možná mytickým) přibližně v polovině osmého století před n. l. Jeho spolukrálem z královského rodu Agiovců byl Archeláos.
V seznamech králů starověké Sparty u antických historiků od jejího legendárního zakladatele Prokom až po Charilaa vládne největší zmatek. Historik Herodotos žijící v pátém století před Kr. ve své knize Historie za předchůdce Charilaa označil Eunomia. Eunomos jako předchůdce figuruje v seznamech králů iu historika a teologa Eusebia Kaisarejského a také u antického básníka Simonida. Pausanias, ale tvrdí, že jeho otcem a předchůdcem byl Polydektes a tento názor s ním sdílí např. i Strabón.
Historických záznamů týkajících se vlády krále Charilaa není mnoho. Něco více ze života a působení Charilaa, legendárního (mytického) krále Sparty vládnoucího přibližně v osmém století před n. l., nám přibližují dějepisná díla, hlavně Strabóna a Pausania.
Strabón zaznamenal, že král Sparty Polydektes, starší bratr Lykurga, zemřel mladý v době, kdy jeho žena byla těhotná. Po smrti Polydekta se Lykúrgos stal králem Sparty až do narození legitimního nástupce Polydekta, protože tím úřad krále automaticky přešel na toto dítě. Následník dostal jméno Charilaos. Jelikož byl nový král nezletilý, jeho poručníkem se stal Lykúrgos. Lykurga však zanedlouho začali obviňovat, že chystá spiknutí proti svému svěřenci, proto z obavy, že se opravdu může dítěti něco stát a vina by se připsala jemu, Lykúrgos opustil Spartu a odešel na Krétu, kde strávil několik let. Lykúrgos pak ještě nějakou dobu strávil v Egyptě a na zpáteční cestě do Sparty navštívil i slavného básníka Homéra žijícího na ostrově Chios. Během tohoto období svého života v cizině sestavil sbírku zákonů, které při návratu, i za pomoci krále Charilaa, zavedl do praxe. Plutarchos klade tuto změnu zásluhou Lykurga v ústavu Sparty také do období vlády Charilaa.
I Aristoteles změnu v politickém životě Sparty zaznamenal, ale interpretoval ji jinak. Aristoteles ve svém díle Politika hovoří mimo jiné o rozdílnosti forem vlád a také o náhlých změnách těchto forem. Zde jako jeden z příkladů uvádí změnu v době vlády spartského krále Charilaa, když se oligarchie (forma tyranie) ve Spartě změnila na aristokracii (v pojetí Aristotela na vládu nejlepších podle ctnosti).
Od Pausania se dozvídáme informace o vládě Charilaa. Za jeho vlády Sparťané silou zbraní pro kolaboraci s Arkadiy dobyli na severu Lakonias město perioiků Aegys a její obyvatelstvo prodali do otroctví. Pausanias dále píše, že Charilaos napadl i zem Argejčanov Argolis a o několik let později, když se králem Arkádie stal Aeginetes zaútočil na Tegeu, kde Sparťané utrpěli drtivou porážku. Arkádčania do obrany města zapojili i ženy a v tomto boji Spartské vojsko i se svým králem Charilaom upadlo do zajetí. Arkádčania vědomi si možné odvety Sparťanů, krále Charilaa propustili bez výkupného, ale musel odpřisáhnout, že už nikdy nepodnikne útok na Tegeu.
Po smrti Charilaa (na čemž se již antičtí historikové shodují) se jeho následníkem stal syn Nikandros.